# リゲイン・レコード
リゲイン・レコード (Regain Records) は、スウェーデンのレコードレーベル。本部はスコーネ県スタッファンストルプ市ヤルップにある。また、アメリカ合衆国ニューヨーク州フローラル・パーク にもオフィスを置いていた。デスメタル、ブラックメタルを中心に多くのバンドと契約しCDをリリースしていたが、2011年に活動を一時停止する。その後は、音沙汰が無く廃業したとも考えられていたが、2016年9月に公式Facebookページが開設され、2017年1月に創業者のペル・ギレンバック (Per Gyllenbäck)が廃業はしておらず、活動を再開することを発表した。この声明の中で、ギレンバックは抗うことのできない生活の変化や病気があったことを示唆している。
1990年代初期から中期にかけてスウェーデンにあったロング・アゲイン・レコード (Wrong Again Records) の後継レーベルである。ただし、WARミュージック (WAR Music) がロング・アゲイン・レコードの後継レーベルであるとの記載もあり、両レーベルは別々に活動していた。事実、ロング・アゲイン・レコードからリゲイン・レコードへ移籍したバンドはいない一方で、WARミュージックには3バンドが籍を移している。しかしながら、リゲイン・レコードの本社所在地が、ロング・アゲイン・レコードと同じであることや、WARミュージックが2000年頃には活動を停止していることなどから、ロング・アゲイン・レコードの後継レーベルは、リゲイン・レコードであるとされることが多かった。

## 概要
1997年にペル・ギレンバック (Per Gyllenbäck) によって設立された。設立のきっかけは、ロング・アゲイン・レコード (Wrong Again Records) が同年初頭に活動を停止したことである。ロング・アゲイン・レコードは、アーチ・エネミーやイン・フレイムス、ナグルファーの初期アルバムをリリースしたレーベルであった。
レーベル設立後の最初のリリースは、ディランジッドの『High on Blood』と、エンブレイスドの『Amorous Anathema』の2枚で、1997年終わりにリリースされている。設立から2年ほどは厳しい状況であったが、1999年にイン・フレイムスの1stアルバム『Lunar Strain』と1stEP『Subterranean』（原盤はともにロング・アゲイン・レコードのリリース）の再発を行ったことが転機となった。
その後、デスメタルやブラックメタルなどのエクストリーム・メタルを中心にリリースを行っていた。

## アーティスト一覧
- Acid Drinkers
- Arckanum
- Arise
- Astaroth
- Behemoth
- Bewitched
- Blackwinds
- Centinex
- Danzig
- Dark Funeral
- Death SS
- Defleshed
- Deranged
- Devils Whorehouse
- Die Zombiejäger
- Dimension Zero
- Dismember
- Embraced
- Endstille
- Enthroned
- Entombed
- Fall Ov Serafim
- Gorgoroth
- Grave
- Hermano
- Karmakanic
- Machinery
- Månegarm
- Marduk
- Merauder
- Murder Island
- Mustasch
- Necrophobic
- Nifelheim
- Ophiolatry
- Overkill
- Pro-Pain
- Ragnarok
- Reptilian
- Sahg
- Sargatanas Reign
- Satariel
- Setherial
- Space Odyssey
- Tenebre
- The Bronx Casket Co
- The Colombos
- Thyrfing
- Time Has Come
- Time Requiem
- Tony Naima & the Bitters
- Torchbearer
- Totalt Jävla Mörker
- Trelldom
- Trendkill
- Unanimated

## ロング・アゲイン・レコード
ロング・アゲイン・レコード (Wrong Again Records) は、かつて存在したスウェーデンのレコードレーベル。1990年代前半、スウェーデン出身のイン・フレイムスやアーチ・エネミー、ナグルファーの初期アルバムのリリースを行ったことで有名。1997年初頭に活動を停止し消滅。この停止を受けて、ペル・ギレンバックがリゲイン・レコードを設立。同レーベルが後継レーベルとして、活動を継続していた。

### アーティスト一覧
ロング・アゲイン・レコード離脱後も併記
- Arch Enamy (センチュリー・メディア・レコードへ移籍)
- Cardinal Sin (活動停止)
- Cryptopsy (センチュリー・メディア・レコードへ移籍)
- Eucharist (WARミュージックへ移籍)
- Excretion (解散)
- In Flames (ニュークリア・ブラストへ移籍)
- In Thy Dreams (WARミュージックへ移籍)
- Miscreant (解散)
- Naglfar (WARミュージックへ移籍)
- Spiritual Beggars (ミュージック・フォー・ネイションズへ移籍)